# 齋藤飛鳥
齋藤飛鳥（日语：／ Saitō Asuka */?，1998年8月10日—）是日本女藝人，為女子偶像團體乃木坂46前成員，東京都出身，所屬經紀公司為乃木坂46合同會社。曾為時尚雜誌《CUTiE》專屬模特兒，現為時尚雜誌《Sweet》常規模特兒。日緬混血（父親為日本人、母親為緬甸人）。曾為兒童演員，2011年以乃木坂46一期生身分出道。2022年12月31日自乃木坂46畢業。

## 經歷
1998年8月10日，齋藤出生於東京都，由於兩名兄長的名字中均帶有「鳥」字，因此父親給她取名為「飛鳥」。
齋藤在小學4年級時，留意到學校跳舞部員的表演曲目，在調查後發現是一首偶像歌曲，以此為契機，偶像變成像鼓勵她一樣的存在，自己也希望可以成為偶像，鼓勵其他人。她在小學4年級時隸屬於搞笑部，小五時隸屬於網球部，小六時隸屬於合奏部，負責銅管樂隊的定音鼓，中學時隸屬於吹奏樂部，負責薩克斯管、低音單簧管。
2007年，齋藤在蜷川實花執導的電影《惡女花魁》中登場，飾演Tomeki。
齋藤在中學朋友和熟人的勸說下，報名參加了乃木坂46一期生的徵選。2011年8月21日，通過最終審查正式成為乃木坂46的創團成員，徵選時唱的歌曲是西野加奈的《if》。合格後退出吹奏樂部。11月13日，開通了個人的乃木坂46官方博客。
2012年2月22日，以乃木坂46第一張單曲《窗簾圍繞》正式在樂壇出道。8月22日，在乃木坂46第3張單曲《奔馳吧！Bicycle》的Under曲《海流的島啊》中首次擔任Center。
2013年11月27日，相隔一年，於乃木坂46第7張單曲《髮夾》再次成為選拔成員。
2014年4月15日，在氣志團主辦的「乃木坂46 vs 氣志團 ～學生服反逆同盟～」上與中元日芽香、能條愛未、川村真洋、深川麻衣、中田花奈、永島聖羅組成乃木團，齋藤擔任鼓手，並演奏了氣志團的代表曲《One Night Carnival》。12月16日，與成員秋元真夏、高山一實、佐佐木琴子、堀未央奈、相樂伊織、衛藤美彩、深川麻衣與HKT48成員指原莉乃合組「指坂46」，在「第4屆AKB48紅白對抗歌合戰」中演唱了《第幾次的藍天？》。
2015年1月10日，齋藤首次單獨登上時尚雜誌《CUTiE》的封面。1月18日，在《乃木坂在哪裡？》中公布乃木坂46第11張單曲《生命如此美好》的選拔成員，相隔約一年三個月再度入選。2月，成為《CUTiE》雜誌創刊以來首度啟用的專屬模特兒。7月21日，與北野日奈子和齊藤優里成為ANNA SUI2015年秋冬亞洲圈形象模特兒，這是自杏9年以來，再次由日本人擔任。7月31日，由於《CUTiE》在2015年9月号後停刊，獲得同屬寶島社出版的時尚雜誌《Sweet》選為常規模特兒，成為該雜誌創刊以來年紀最小的模特兒。10月28日，在乃木坂46第13張單曲《此刻，想說話的對象》中，首次成為「十福神」之一。
2016年4月2日，開始固定出演電台節目《POP OF THE WORLD》的「HARRY'S ENGLISH CLASS」單元，為史上最年輕的J-WAVE的主播，也是女性偶像團體成員的首例。6月6日，在《乃木坂工事中》獲宣布成為乃木坂46第15張單曲《赤腳Summer》的Center，也是初次擔任單曲的Center。7月4日，與星野南共同主演的電視劇《少女看到的夢》開始播出，這也是齋藤首次主演電視劇。10月8日，在「GirlsAward 2016 AUTUMN／WINTER」活動中發表與Ank Rouge合作監製的服裝。
2017年1月25日，發行首本個人寫真集《潮騒》，於去年10月前往北海道旭川和沖繩石垣島拍攝，以5.8萬本的銷售取得Oricon公信榜書籍週榜寫真集部門和綜合部門第1位，同時也是當時團內成員中發行寫真集首週最高銷售紀錄，至今累計發行量已到達25萬本。2月28日，與伊藤萬理華、北野日奈子、堀未央奈、寺田蘭世、星野南一同獲選為「坂道AKB」，演唱AKB48第47張單曲《Shoot Sign》的收錄曲《你最愛的 是誰？》。5月24日發行的乃木坂46第3張專輯《最初的夢想》，其中包含了齋藤的第一首獨唱曲《宛如擁抱著僵硬的殼》（硬い殻のように抱きしめたい）。6月7日發行的MONDO GROSSO第6張專輯《無數次新生》，其中包含了齋藤演唱並演出其中的MV《惑星體系》。9月3日，在《乃木坂工事中》獲宣布與西野七瀨共同擔任乃木坂46第19張單曲《及時行事》的Center。
2018年2月28日，和大園桃子、久保史緒里、堀未央奈、山下美月、與田祐希獲選為「坂道AKB」，演唱AKB48第51張單曲《Ja-Ba-Ja》的收錄曲《無國境時代》。3月4日，獲得第4屆日本封面女郎大賞的「娛樂部門」大賞。6月4日，與秋元真夏、松村沙友理、西野七瀨、堀未央奈、大園桃子、櫻井玲香到台灣參與拍攝7-ELEVEN「夏日凍感飲援團」活動CM。7月2日，在《乃木坂工事中》獲宣布成為乃木坂46第21張單曲《以自我為中心！》的Center。8月15日，到台灣為Lamigo桃猿隊開球。8月28日，與秋元真夏、松村沙友理於同月15日在台灣參與拍攝的7-ELEVEN「黑糖珍珠撞上乃木坂46」活動CM正式公開。10月5日，擔任台灣電影《那些年，我們一起追的女孩》日本翻拍版的女主角，也是首次主演電影。12月9日，於紀錄片節目《情熱大陸》演出，不僅是乃木坂46成員初次演出該節目，也是該節目所採訪的第五位秋元康製作人旗下女性團體偶像（前四位為AKB48的前田敦子、大島優子、渡邊麻友、橫山由依）。
2019年1月11日，與鈴木絢音、伊藤純奈、佐佐木琴子、寺田蘭世、梅澤美波、田村真佑在乃木神社一起舉行成人式。1月24日，擔任電視劇《殘美》的主演。3月4日，獲得第五屆日本封面女郎大賞的綜合排行榜第三名，以及連續兩年獲得其娛樂部門獎。4月10日，與堀未央奈、久保史緒里一同在台灣參與拍攝的7-ELEVEN「經典麻醬涼麵」活動CM正式公開。4月15日，在《乃木坂工事中》獲宣布成為乃木坂46第23張單曲《Sing Out!》的Center。6月4日，和與田祐希、久保史緒里一同參與拍攝的台灣7-ELEVEN「健康鮮食力」活動CM正式公開。6月17日，和與田祐希、久保史緒里一同參與拍攝的台灣7-ELEVEN「泰式酸辣冷麵」活動CM正式公開。
2020年4月5日，主演的電視劇《別對映像研出手！》開始播出，在劇中飾演強調「設定即生命」的動畫迷淺草綠。9月25日，主演的電影《別對映像研出手！》上映。12月31日，乃木坂46在第71回NHK紅白歌合戰中演唱了由齋藤擔任Center的數位單曲《Route 246》。
2021年2月4日，出席「WEIBO Account Festival in Japan 2020」，並以乃木坂46成員身分代表獲頒「人氣女子偶像團體獎」與個人獲得的「話題藝人獎」，同時宣布開設個人微博。8月10日，在23歲生日當天，開設個人Instagram帳號。
2022年2月9日發行的MONDO GROSSO第八張專輯《BIG WORLD》，其中包含了齋藤演唱並演出其中的MV《STRANGER》。9月17日，開始擔任安迪·沃荷大型回顧展「安迪・沃荷・京都／ANDY WARHOL KYOTO」的會場旁白解說員。11月4日，在乃木坂46官網內的個人部落格中宣布將於乃木坂46第31張單曲活動結束後從畢業，活動至年底結束，並將於隔年舉行畢業演唱會。12月7日發行的乃木坂46第31張單曲《不存在於此的事物》，為齋藤的畢業單曲，這也是齋藤最後一次擔任單曲的Center。12月31日，隨團體參加第73回NHK紅白歌合戰，並演唱由齋藤擔任Center的單曲《赤腳Summer》後，正式從乃木坂46畢業。
2023年1月20日，宣布參演將於4月14日上映的電影《side by side 旁邊的人》，在劇中飾演主角的前女友莉子，同時也是自乃木坂46畢業後首次出演電影。5月17日、18日，在東京巨蛋舉行畢業演唱會，正式結束在乃木坂46的所有活動。畢業後繼續留在乃木坂46合同會社，進行個人演藝活動。5月23日，發行畢業紀念寫真集《Museum》（ミュージアム），於美國紐約拍攝。以12.4萬本的銷量取得Oricon公信榜書籍週榜寫真集和綜合部門第1位。同年的書籍年榜寫真集部門以17.6萬的銷量取得榜首。6月12日，開設個人官方網站。6月30日，齋藤位於乃木坂46內的部落格正式關閉。8月10日，在25歲生日當天，開設官方Twitter帳戶。
2025年1月21日，以電影《【我推的孩子】》獲得日本電影學院獎的新人俳優賞。6月8日，被任命为葛饰区全国绿色花卉博览会的官方大使。月5日，首個個人冠名節目《齋藤飛鳥今晚喝了再回家吧》開始播出。

## 人物
齋藤的暱稱是Ashurin（あしゅりん）和Ashu（あしゅ），而飛鳥的名稱則是由於兩名兄長的名字中均帶有「鳥」字，因此她的父親亦以鳥字來替她命名。8頭身，縱長18厘米、頭圍50厘米，被傳媒號稱是臉最小的日本偶像。此外，她自稱是「日本中最長blog標題的偶像」，盡可能將字數書寫至220字的限制為止。另外，她的父親是日本人，母親是缅甸人，因此曾經到過緬甸。

### 嗜好
愛吃、草苺和生蛋飯、粥、草苺牛奶。

### 興趣
興趣是閱讀、打鼓、玩手機遊戲《Love Live! 學園偶像祭》。
閱讀方面偏好心理學和哲學書籍。閱讀過的書籍有安部公房《沙之女》、伊坂幸太郎《家鴨與野鴨的投幣式置物櫃》、远藤周作《沉默》、貫井德郎《壁之男》《微笑者》《崩潰──與結婚有關的八個情景》《亂反射》《失蹤症候群》、舞城王太郎《世界以密室為本》、吉野源三郎《你想活出怎樣的人生？》。
中學時期參加過管樂部，曾經在表演中負責打鼓。
《Love Live!》中則喜愛由Pile配音的西木野真姬。
以個人身份上節目時一定會戴戒指。

### 專長
擅長模仿唐老鴨，語彙、閱讀理解能力檢定3級合格。

### 乃木坂46
齋藤是乃木坂46成立時年紀最小的成員，為舞蹈七福神之一，乃木團的鼓手。
由於年紀較小的關係，她很尊敬其他成員，憧憬於冷靜而具判斷力的橋本奈奈未以及直率而明艷照麗的白石麻衣。
她與齋藤千春、能條愛未獨自組成了Team N。在入選第7張單曲《髮夾》的選拔成員時，她與同樣入選的中元日芽香接觸的機會增加，成為好友，曾經就格差社會進行討論。

## 音樂作品
- 標註「★」符號表示該首歌曲有拍攝MV。

### 單曲
乃木坂46
|       | 發行日期        | 單曲名稱              | 參與歌曲名稱              | MV | 備註                     |
| ----- | --------------- | --------------------- | ------------------------- | -- | ------------------------ |
| 01st  | 2012年02月22日  | 窗簾圍繞              | 窗簾圍繞                  | ★  | 出道作品 選拔            |
| 01st  | 2012年02月22日  | 窗簾圍繞              | 可能想見你                | ★  |                          |
| 01st  | 2012年02月22日  | 窗簾圍繞              | 不想失去                  | ★  |                          |
| 01st  | 2012年02月22日  | 窗簾圍繞              | 乘著白雲                  |    |                          |
| 01st  | 2012年02月22日  | 窗簾圍繞              | 乃木坂之詩                | ★  |                          |
| 02nd  | 2012年05月02日  | 來吧Shampoo！         | 對狼吹口哨                | ★  |                          |
| 03rd  | 2012年08月22日  | 奔馳吧！Bicycle       | 海流的島啊                |    | Center                   |
| 03rd  | 2012年08月22日  | 奔馳吧！Bicycle       | 眼淚仍然悲傷的時候        | ★  |                          |
| 04th  | 2012年12月19日  | 制服模特兒            | 制服模特兒                | ★  | 選拔                     |
| 04th  | 2012年12月19日  | 制服模特兒            | 指望遠鏡                  | ★  |                          |
| 04th  | 2012年12月19日  | 制服模特兒            | 來得及的溫柔              |    |                          |
| 05th  | 2013年03月13日  | 你就是希望            | 13日的星期五              | ★  |                          |
| 06th  | 2013年07月03日  | Girls' Rule           | 風扇                      | ★  | Center                   |
| 06th  | 2013年07月03日  | Girls' Rule           | 人們的樂器                |    |                          |
| 07th  | 2013年11月027日 | 髮夾                  | 髮夾                      | ★  | 選拔                     |
| 07th  | 2013年11月027日 | 髮夾                  | 月亮的大小                | ★  |                          |
| 07th  | 2013年11月027日 | 髮夾                  | 如此的笨蛋・・・          | ★  |                          |
| 08th  | 2014年04月02日  | 察覺時已是單戀        | 當出生時                  | ★  |                          |
| 08th  | 2014年04月02日  | 察覺時已是單戀        | 呼吸的方法                |    |                          |
| 09th  | 2014年07月09日  | 夏天的Free&Easy       | 在這裡的理由              | ★  |                          |
| 010th | 2014年10月08日  | 第幾次的藍天？        | 我起來                    | ★  |                          |
| 010th | 2014年10月08日  | 第幾次的藍天？        | 那一天 我隨口說了一個謊言 | ★  |                          |
| 011th | 2015年03月18日  | 生命如此美好          | 生命如此美好              | ★  | 選拔                     |
| 011th | 2015年03月18日  | 生命如此美好          | 事先預知的浪漫            | ★  | 和星野南共同擔任Center   |
| 012th | 2015年07月22日  | 太陽敲敲門            | 太陽敲敲門                | ★  | 選拔                     |
| 012th | 2015年07月22日  | 太陽敲敲門            | 羽毛的記憶                | ★  |                          |
| 012th | 2015年07月22日  | 太陽敲敲門            | 脫下制服說再見            |    | 和星野南合唱             |
| 013th | 2015年10月28日  | 此刻，想說話的對象    | 此刻，想說話的對象        | ★  | 十福神                   |
| 013th | 2015年10月28日  | 此刻，想說話的對象    | POPIPAPAPA                | ★  |                          |
| 013th | 2015年10月28日  | 此刻，想說話的對象    | 忘卻悲傷的方法            | ★  |                          |
| 014th | 2016年03月23日  | 當春紫苑盛開時        | 當春紫苑盛開時            | ★  | 十福神                   |
| 014th | 2016年03月23日  | 當春紫苑盛開時        | 遙遠的不丹王國            |    |                          |
| 015th | 2016年07月27日  | 赤腳Summer            | 赤腳Summer                | ★  | Center                   |
| 015th | 2016年07月27日  | 赤腳Summer            | 專屬光芒                  |    |                          |
| 016th | 2016年11月09日  | 再見的意義            | 再見的意義                | ★  | 十一福神                 |
| 016th | 2016年11月09日  | 再見的意義            | 孤獨的藍天                |    |                          |
| 016th | 2016年11月09日  | 再見的意義            | 那間教室                  | ★  | 和堀未央奈合唱           |
| 017th | 2017年03月22日  | 大影响家              | 大影响家                  | ★  | 十二福神                 |
| 017th | 2017年03月22日  | 大影响家              | Another Ghost             | ★  | Nasuka                   |
| 018th | 2017年08月09日  | 蜃景                  | 蜃景                      | ★  | 十二福神                 |
| 018th | 2017年08月09日  | 蜃景                  | 女人無法獨自入眠          | ★  |                          |
| 018th | 2017年08月09日  | 蜃景                  | 漫長夏日…                 |    |                          |
| 018th | 2017年08月09日  | 蜃景                  | 能盡情哭泣不是很好嗎？    |    |                          |
| 019th | 2017年010月11日 | 及時行事              | 及時行事                  | ★  | 和西野七瀨共同擔任Center |
| 019th | 2017年010月11日 | 及時行事              | 失眠症                    |    |                          |
| 020th | 2018年04月25日  | 同步巧合              | 同步巧合                  | ★  | 十四福神                 |
| 020th | 2018年04月25日  | 同步巧合              | Against                   | ★  |                          |
| 021st | 2018年08月08日  | 以自我為中心！        | 以自我為中心！            | ★  | Center                   |
| 021st | 2018年08月08日  | 以自我為中心！        | 如果地球是圓的            | ★  |                          |
| 021st | 2018年08月08日  | 以自我為中心！        | 我喜歡過你，但是…         |    |                          |
| 022nd | 2018年11月14日  | 想繞遠路回家          | 想繞遠路回家              | ★  | 十四福神                 |
| 022nd | 2018年11月14日  | 想繞遠路回家          | 不成眠的商隊              | ★  | Center                   |
| 022nd | 2018年11月14日  | 想繞遠路回家          | 想知道的事                |    |                          |
| 023rd | 2019年05月29日  | Sing Out!             | Sing Out!                 | ★  | Center                   |
| 023rd | 2019年05月29日  | Sing Out!             | 那樣的存在                | ★  | 和白石麻衣合唱           |
| 024th | 2019年09月04日  | 黎明來臨前無須逞強    | 黎明來臨前無須逞強        | ★  | 十一福神                 |
| 024th | 2019年09月04日  | 黎明來臨前無須逞強    | 你，認識我嗎？            |    |                          |
| 024th | 2019年09月04日  | 黎明來臨前無須逞強    | 路面電車的街道            | ★  |                          |
| 024th | 2019年09月04日  | 黎明來臨前無須逞強    | 我的信念                  |    |                          |
| 025th | 2020年03月25日  | 幸福的保護色          | 幸福的保護色              | ★  | 十一福神                 |
| 025th | 2020年03月25日  | 幸福的保護色          | 再見 Stay with me         |    |                          |
| 025th | 2020年03月25日  | 幸福的保護色          | 奇幻三色麵包              |    |                          |
| 026th | 2021年01月27日  | 我會喜歡上自己的      | 我會喜歡上自己的          | ★  | 十二福神                 |
| 026th | 2021年01月27日  | 我會喜歡上自己的      | 有明天的理由              |    |                          |
| 026th | 2021年01月27日  | 我會喜歡上自己的      | Wilderness world          | ★  | Center                   |
| 027th | 2021年06月09日  | 對不起Fingers crossed | 對不起Fingers crossed     | ★  | 十二福神                 |
| 027th | 2021年06月09日  | 對不起Fingers crossed | 一切都是一場夢            | ★  |                          |
| 028th | 2021年09月22日  | 被你罵了              | 被你罵了                  | ★  | 十二福神                 |
| 028th | 2021年09月22日  | 被你罵了              | 渾身是泥                  | ★  |                          |
| 028th | 2021年09月22日  | 被你罵了              | 熟悉的陌生人              |    |                          |
| 29th  | 2022年03月23日  | Actually…             | Actually…                 | ★  | 十福神                   |
| 29th  | 2022年03月23日  | Actually…             | 過度解讀                  |    | Center                   |
| 29th  | 2022年03月23日  | Actually…             | 喜歡上了                  |    |                          |
| 30th  | 2022年08月31日  | 喜歡是件搖滾的事！    | 喜歡是件搖滾的事！        | ★  | 十一福神                 |
| 31st  | 2022年12月07日  | 不存在於此的事物      | 不存在於此的事物          | ★  | Center                   |
| 31st  | 2022年12月07日  | 不存在於此的事物      | 從現在開始                | ★  | 畢業獨唱曲               |

1. ↑  站位依據官方MV及演唱會正式呈現為參考依據。
2. 1 2  收錄於單獨發行的MV合集《ALL MV COLLECTION～當時的少女們～》。

其他
| 發行日期                                    | 單曲名稱       | 參與歌曲名稱    | MV | 備註                |
| ------------------------------------------- | -------------- | --------------- | -- | ------------------- |
| 2017年3月15日                               | Shoot Sign     | 你最愛的 是誰？ | ★  | 坂道AKB             |
| 2018年3月14日                               | Ja-Ba-Ja       | 無國境時代      | ★  | 坂道AKB             |
| 2019年3月13日                               | 回憶上心頭DAYS | 必然性          |    | IZ4648              |
| 2020年6月17日（日本） 2020年6月24日（海外） | 世界中的鄰居啊 | —               | ★  | 下載限定歌曲        |
| 2020年7月24日                               | Route 246      | —               | ★  | 下載限定歌曲 Center |

### 專輯
乃木坂46
|        | 發行日期        | 專輯名稱         | 參與歌曲名稱       | 備註   |
| ------ | --------------- | ---------------- | ------------------ | ------ |
| 01st   | 2015年1月7日    | 透明色           | 謎樣塗鴉           |        |
| 01st   | 2015年1月7日    | 透明色           | 自由的彼方         |        |
| 02nd   | 2016年05月025日 | 屬於我們的位子   | 契機               |        |
| 02nd   | 2016年05月025日 | 屬於我們的位子   | 太陽的誘惑         |        |
| 02nd   | 2016年05月025日 | 屬於我們的位子   | Threefold choice   |        |
| 03rd   | 2017年05月024日 | 最初的夢想       | 跳傘               |        |
| 03rd   | 2017年05月024日 | 最初的夢想       | 指定溫度           |        |
| 03rd   | 2017年05月024日 | 最初的夢想       | 宛如擁抱著僵硬的殼 | 獨唱曲 |
| 04th   | 2019年04月017日 | 直到此刻化成回憶 | 毫無特色的戀愛     |        |
| 04th   | 2019年04月017日 | 直到此刻化成回憶 | 即刻〜殘美傳説〜   |        |
| 精選輯 | 2021年12月15日  | Time flies       | 最後的Tight Hug    | 主打曲 |
| 精選輯 | 2021年12月15日  | Time flies       | Hard to say        |        |

其他
| 發行日期     | 專輯名稱   | 參與歌曲名稱 | MV | 備註         |
| ------------ | ---------- | ------------ | -- | ------------ |
| 2017年6月7日 | 無數次新生 | 惑星體系（惑星タントラ） | ★  | MONDO GROSSO |
| 2022年2月9日 | BIG WORLD  | STRANGER     | ★  | MONDO GROSSO |

## 演出

### 電視劇
- 欺詐偶像（2012年1月14日－4月7日，東京電視台）：飾演 齋藤飛鳥[125]
- 東京特許許可局（日语：東京特許許可局 (テレビドラマ)） 第20集（2014年10月27日，NHK教育頻道）：飾演 明美[126]
- 初森BEMARS 最終話（2015年9月26日，東京電視台）：飾演 石森（イシノモリ）[127]
- 少女看到的夢（2016年7月4日，朝日電視台）：飾演 日高七海（主演）[注 1][128]
- 毛骨悚然撞鬼經驗 夏之特別篇2016「多了一個人的電梯」（ほんとにあった怖い話 もう1人のエレベーター；2016年8月20日，富士電視台）：飾演 宍戸貴美子（主演）[129]
- 殘美（2019年1月24日－3月27日，日本電視台）：飾演 山室楓（主演）[64]
- 乃木坂電影院～STORY of 46～ 第一集 「鳥，貴」（2019年12月25日，FOD（日语：フジテレビオンデマンド）／2020年1月25日，富士電視台）：飾演 米特拉（單篇主演）[130][131]
- 別對映像研出手！（2020年4月6日－5月11日，毎日放送／2020年4月8日－5月13日，TBS）：飾演 淺草綠（主演）[72]
- 遠程殺害（2020年7月26日，日本電視台）：飾演 田村由美子[132]
- 最喜歡的花（2023年10月12日－12月21日，富士電視台）：飾演 潮心乃美[133]
- 我家的英雄（2023年10月25日－12月20日，每日放送、TBS）：飾演 鳥栖零花[134]
- 獅子的藏身處（2024年10月11日－12月20日，TBS）：飾演 牧村美央[135]
- 愛在黑暗中 第1話・第5話 - 最終話（2025年4月16日・5月14日－6月18日，日本電視台）：飾演 設樂美久留（設楽みくる）

### 電視節目
- PIRAMEKINO（日语：ピラメキーノ）（2010年12月6日－15日，東京電視台）- 兒童演員戀物語 第22季[注 2]
- R的法則（2013年9月16日－2016年11月17日，NHK教育頻道）- 第4期R's成員[136][137]
- 7RULES（2018年1月9日，關西電視台）[138]
- 我住在这里的理由（中国西安篇）（2018年10月13日）[139]
- 情熱大陸（2018年12月9日，每日放送）[61][140]
- 時尚主義（2020年3月22日，日本電視台）[141]
- （2020年7月31日，TBS）- 助理主持人[142]
- （2021年1月1日、5月15日，朝日電視台）[143][144]
- Hamasuka放送部（2021年10月8日－至今，朝日電視台）- 主持人[注 3][145]
- M-1大賽2024 敗者復活戰（2024年12月22日，朝日放送電視台）- 主持人[注 4][146]
- Friday's EDGE「齋藤飛鳥今晚喝了再回家吧」（2025年7月5日－26日，日本電視台）[147]

### 電影
- 惡女花魁（2007年2月24日上映，Asmik Ace（日语：アスミック・エース））：飾演 Tomeki[15]
- 那些年，我們一起追的女孩（2018年10月5日上映，Kino Films）：主演 早瀨真愛（原型角色：沈佳宜）[59]
- 別對映像研出手！（2020年9月25日上映[注 5]，東寶）： 飾演 淺草綠（主演）[150][72]
- side by side 旁邊的人（2023年4月14日上映，Happinet Phantom Studios）：飾演 莉子[151]
- 我家的英雄（2024年3月8日上映，日本華納兄弟）：飾演 鳥栖零花[152][153]
- 【我推的孩子】（2024年12月20日，東映）：飾演 星野愛[154]
- 老爸歌單未完待續（2025年5月23日上映，索尼影視娛樂）[155]

### 網路劇
- 最喜歡的花-大家的真心話-「條件」（2023年11月23日－12月12日，TVer）：飾演 潮心乃美（主演）[156]
- 【我推的孩子】（2024年11月28日，Amazon Prime Video）：飾演 星野愛[157][158]

### 舞台劇
- 女子落語（2015年6月22日、25日－28日，東京AiiA劇場（日语：アイアシアタートーキョー））：飾演 暗落亭苦来[159][160]
- 薙刀社青春日記（2017年5月20日－30日，東京：EX THEATER ROPPONGI／6月2日－5日，大阪：森之宮Piloti Hall／6月9日－11日，名古屋：愛知縣藝術劇場）：飾演 東島旭（主演）[161]

### 電台節目
- POP OF THE WORLD（日语：POP OF THE WORLD）（2016年4月2日－2021年3月27日，J-WAVE）-「HARRY'S ENGLISH CLASS」單元常規演出[162][163]

### 網路節目
- 齋藤飛鳥 1st 寫真集《潮騷》Special！（2017年1月24日，SHOWROOM）[164]
- 名人360｜日本國民女團 乃木坂46 @pchome24h購物（2019年2月13日，PChome24h購物）[165]
- 齋藤飛鳥 手機遊戲「傳說對決 -Arena of Valor-」遊戲直播（2019年4月5日，YouTube）[166]
- 芬達坂學園與大合唱計畫（日语：ファンタ坂学園と大合唱計画）（2019年7月16日－9月14日，AbemaTV）- 主持人[167]

### 音樂錄影帶
- 星野源《生命體》（2023年8月14日）[168][169]
- Vaundy《風神》（2024年11月2日）[170]

### 活動
- GirlsAward
  - GirlsAward 2015 春夏展（2015年4月29日，國立代代木競技場第一體育館）[171]
  - GirlsAward 2016 春夏展（2016年4月9日，國立代代木競技場第一體育館）[172]
  - GirlsAward 2016 秋冬展（2016年10月8日，國立代代木競技場第一體育館）[173]
  - GirlsAward 2017 春夏展（2017年5月3日，國立代代木競技場第一體育館）[174]
  - GirlsAward 2017 秋冬展（2017年9月16日，幕張展覽館）[175]
  - GirlsAward 2018 春夏展（2018年5月19日，幕張展覽館）[176]
  - GirlsAward 2018 秋冬展（2018年9月16日，幕張展覽館）[177]
  - Rakuten GirlsAward 2019 春夏展（2019年5月18日，幕張展覽館）[178]
  - Rakuten GirlsAward 2019 秋冬展（2019年9月28日，幕張展覽館）[179]
  - Tokyo Virtual Runway Live by GirlsAward（2020年6月27日，ABEMA獨家直播）[180][181]
  - Rakuten GirlsAward 2022 AUTUMN／WINTER（2022年10月8日，幕張展覽館）[182]
  - Rakuten GirlsAward 2023 AUTUMN／WINTER（2023年9月30日，幕張展覽館）[183]
  - Rakuten GirlsAward 2024 SPRING／SUMMER（2024年5月3日，國立代代木競技場第一體育館）[184]
- 東京女孩展演
  - TOKYO GIRLS COLLECTION 2016 SPRING／SUMMER（2016年3月19日，國立代代木競技場第一體育館）[185]
  - TOKYO GIRLS COLLECTION 2016 AUTUMN／WINTER（2016年9月3日，埼玉超級競技場）[186]
  - 2016 takagi presents TGC KITAKYUSHU by TOKYO GIRLS COLLECTION（2016年10月9日，西日本綜合展示場（日语：西日本総合展示場） 新館）[187]
  - TOKYO GIRLS COLLECTION 2017 SPRING／SUMMER（2017年3月25日，國立代代木競技場第一體育館）[188]
  - TOKYO GIRLS COLLECTION 2017 AUTUMN／WINTER（2017年9月2日，埼玉超級競技場）[189]
  - TGC HIROSHIMA 2017 by TOKYO GIRLS COLLECTION（2017年12月9日，廣島Green Aren） [190]
  - SDGs推進 TGC 靜岡 2019 by TOKYO GIRLS COLLECTION（2019年1月12日，Twin Messe靜岡）[191]
  - TOKYO GIRLS COLLECTION 2019 SPRING／SUMMER（2019年3月30日，橫濱體育館）[192]
  - TGC KUMAMOTO 2019 by TOKYO GIRLS COLLECTION（2019年4月20日，熊本產業展示場（日语：熊本産業展示場））[193]
  - TGC TOYAMA 2019 by TOKYO GIRLS COLLECTION（2019年7月27日，富山市綜合體育館）[194]
  - Tokyo Girls Collection 2019 AUTUMN／WINTER（2019年9月7日，埼玉超級競技場）[195]
  - 第30回 Mynavi Tokyo Girls Collection 2020 SPRING／SUMMER（2020年2月29日，國立代代木競技場第一体育館）[196]
  - 第31回 Mynavi Tokyo Girls Collection 2020 AUTUMN／WINTER ONLINE（2020年9月5日，埼玉超級競技場）[197]
  - 第32回 Mynavi Tokyo Girls Collection 2021 SPRING／SUMMER（2021年2月28日，國立代代木競技場第一体育館）[198]
  - 第33回 Mynavi Tokyo Girls Collection 2021 AUTUMN／WINTER（2021年9月4日，埼玉超級競技場）[199]
  - 第34回 Mynavi Tokyo Girls Collection 2022 SPRING／SUMMER（2022年3月21日，國立代代木競技場第一体育館）[200]
  - 第35回 Mynavi Tokyo Girls Collection 2022 AUTUMN／WINTER（2022年9月4日，埼玉超級競技場）[201]
  - 第37回 Mynavi Tokyo Girls Collection 2023 AUTUMN／WINTER（2023年9月2日，埼玉超級競技場）[202]
  - 第38回 Mynavi Tokyo Girls Collection 2024 SPRING／SUMMER（2024年3月2日，國立代代木競技場第一體育館）[203]
  - 第39回 Mynavi Tokyo Girls Collection 2024 AUTUMN／WINTER（2024年9月7日，埼玉超級競技場）[204]
- TOHOKU DREAM COLLECTION 2015（2015年9月26日，仙台太陽廣場大廳（日语：仙台サンプラザ））[205]
- ASIA FASHION AWARD 2016 in TAIPEI（2016年12月10日，W Taipei）[206]
- 中華職業棒球大聯盟「Lamigo桃猿」對「統一獅」 開球儀式（2018年8月15日，桃園國際棒球場）[55]
- 創刊20周年紀念活動「sweet collection 2019」（2019年4月13日，澀谷HIKARIE）[207]
- 春はあけぼの、夏は夜、秋は夕暮れ、冬はつとめて・・・ IT'S SHOW TIME（2021年12月16日，EX THEATER ROPPONGI）[208]
- 路易威登「SEE LV」展 開幕紀念招待會（2022年7月5日，東京中城 芝生廣場）[209]
- 安迪・沃荷・京都／ANDY WARHOL KYOTO（2022年9月17日－2023年2月12日，京都市京瓷美術館）- 會場旁白解說員[80]
- Tiffany Wonder 蒂芙尼瑰麗綺境（2024年4月11日，TOKYO NODE）[210]

## 書籍

### 寫真集
- 季刊 乃木坂 vol.3 涼秋（2014年9月4日，東京新聞通信社）[211]
- 潮騷（2017年1月25日，幻冬舍）[212][213]
- Museum（ミュージアム；2023年5月23日，講談社）[214][215]

### 雜誌連載
- CUTiE（日语：CUTiE）（2015年1月10日－停刊，寶島社）- 専屬模特兒[6]
- Sweet（日语：Sweet (雑誌)）（2015年10月10日－，寶島社）- 常規模特兒[7]
  - 乃木坂46齋藤飛鳥的FASHION BUZZ（2015年10月10日－）[216]
- 別冊角川 全力特輯 乃木坂46（2016年4月2日－，KADOKAWA）- 描きおろしエッセイ[217]
- MEN'S NON-NO（日语：MEN'S NON-NO）（集英社）
  - 乃木坂46 齋藤飛鳥 流行與約會（2018年1月10日－2019年11月9日）[218]
  - 乃木坂46 齋藤飛鳥的2/her（2019年12月9日－2023年5月9日）[219]

## 備註
1. ↑  與星野南雙主演。
2. ↑  出演時隸屬於山王製作[8]。
3. ↑  與Hama Okamoto共同主持。
4. ↑  與陣内智則共同主持。
5. ↑  改編電影原預計於2020年5月15日在日本上映，因2019冠狀病毒病疫情的影响而延期[148]，後確定於同年9月25日上映[149]。

## 外部連結
- 齋藤飛鳥官方網站（日語）
- 乃木坂46合同會社個人介紹頁 （页面存档备份，存于）（日語）
- 齋藤飛鳥的Instagram帳戶（2021年8月10日－）（日語）
- 齋藤飛鳥官方的X（前Twitter）（2023年8月10日－）（日語）
- 齋藤飛鳥的新浪微博（2021年2月4日－）（日語）
- 齋藤飛鳥在豆瓣上的资料（简体中文）

乃木坂46時期
- 乃木坂46個人介紹頁（日語）
- 齋藤飛鳥 官方部落格 - 乃木坂46官方網站（2011年11月13日－2023年6月30日）（日語）
- 齋藤飛鳥 官方755 （页面存档备份，存于）（2017年1月23日－）（日語）
- 齋藤飛鳥寫真集《潮騒》官方的X（前Twitter）（2016年12月23日－）（日語）
- 齋藤飛鳥寫真集《潮騒》官方的Instagram帳戶（2016年12月22日－2017年2月27日）（日語）
- 齋藤飛鳥寫真集《Museum》官方的X（前Twitter）（2023年4月12日－）（日語）
- 齋藤 飛鳥（乃木坂46）的SHOWROOM專頁（页面存档备份，存于）（日語）